# Puente de los Tres Países
El puente de los Tres Países, también conocido como Pasarela de los Tres Países (en francés: passerelle des Trois Pays; en alemán: Dreiländerbrücke) es un puente que atraviesa el río Rin entre las localidades de Huningue (Francia) y Weil am Rhein (Alemania). Es el puente peatonal y para bicicletas más largo del mundo.
El nombre proviene de su localización entre Francia, Alemania y Suiza, el llamado Dreiländereck ("la esquina de las tres naciones") situado en Suiza a apenas 100 m de distancia del puente.
El puente es obra del arquitecto franco-austríaco Dietmar Feichtinger.

## Características técnicas
- 238 m de longitud
- 7,8 m de gálibo
- 24,75 m en su punto más alto

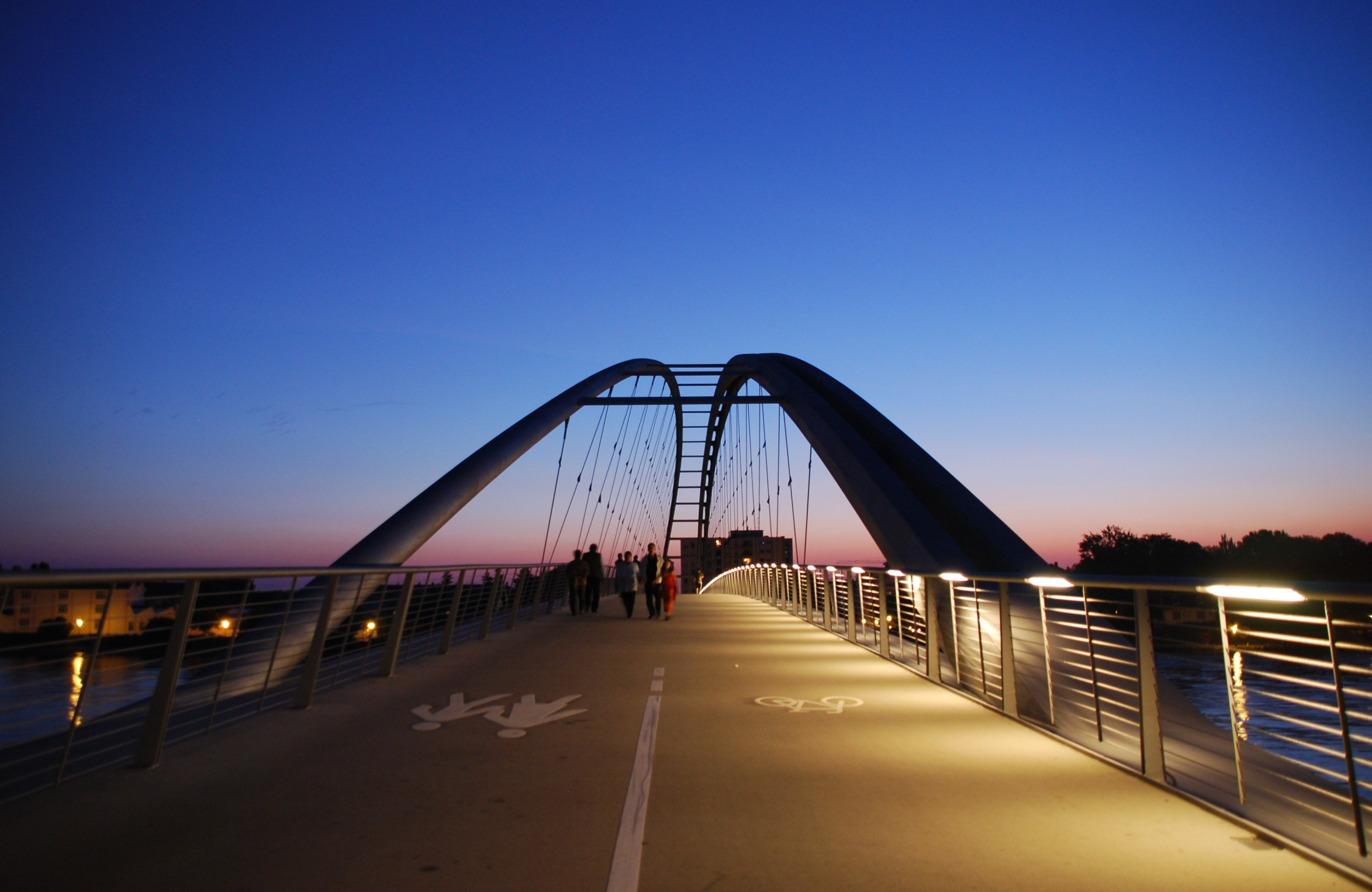
La pasarela se divide en dos partes, una destinada a peatones y la otra a bicicletas.

- 1012 toneladas de acero para su construcción
- 1798 metros cúbicos de hormigón
- 805 m de cableado de entre 30 y 60 mm de diámetro

## Historia
El puente se ensambló en una localización cercana, el puerto de Huningue, para ser después remolcado por el Rin unos cientos de metros el 26 de noviembre de 2006. Aunque ya era transitable desde el 30 de marzo de 2007, la pasarela fue inaugurada oficialmente el 30 de junio de 2007.
El coste de la obra ascendió a 9 millones de euros que se financiaron:
- 1 689 000 euros de la Unión Europea;
- 2 592 000 del estado federado alemán Baden-Wurtemberg;
- 998 000 de la localidad de Weil am Rhein;
- 3 725 000 los aportó Francia, de ellos 1 900 000 euros de la communauté de communes des Trois Frontières.

La pasarela ha recibido el premio 'Deutscher Brückenbaupreis 2008' (Galardón Alemán de Construcción de Puentes).